# BNP Paribas Open 2017
BNP Paribas Open 2017, známý také jako Indian Wells Masters 2017, byl společný tenisový turnaj mužského okruhu ATP World Tour a ženského okruhu WTA Tour, hraný v areálu Indian Wells Tennis Garden na otevřených dvorcích s tvrdým povrchem Plexipave. Konal se mezi 6. až 19. březnem 2017 v kalifornském Indian Wells jako 42. ročník mužského a 29. ročník ženského turnaje.
Mužská polovina se po grandslamu řadila do druhé nejvyšší kategorie okruhu ATP World Tour Masters 1000 a její dotace činila 7 913 405 amerických dolarů. Ženská část disponovala rozpočtem 7 699 423 dolarů a stala se také součástí druhé nejvyšší úrovně okruhu WTA Premier Mandatory. Kalifornská událost v těchto kategoriích představovala úvodní turnaj sezóny.
Nejvýše nasazenými v singlových soutěžích se stali světova jednička Andy Murray ze Spojené království a druhá hráčka žebříčku Angelique Kerberová z Německa. Jako poslední přímí účastníci do dvouher nastoupili ruský hráč Dmitrij Tursunov, jenž využil žebříčkové ochrany, a 81. žena klasifikace Heather Watsonová ze Spojeného království.
Devadesátý titul na okruhu ATP Tour a dvacátý pátý triumf v sérii Masters vyhrál Švýcar Roger Federer, jenž v celém turnaji ztratil pouze jediné podání. Navázal tak na čtyři předchozí trofeje v Indian Wells z let 2004, 2005, 2006 a 2012. V 35 letech a 7 měsících se stal nejstarším šampionem Mastersu, když překonal tehdy 34letého Andreho Agassiho a jeho triumf na Cincinnati Masters 2004. Dosud nejcennější trofej kariéry v ženské dvouhře si odvezla 30letá Ruska Jelena Vesninová, jíž bodový zisk zajistil žebříčkový posun na kariérní maximum, když po turnaji poprvé figurovala na 13. místě.
Pátou společnou kariérní trofej v mužské čtyřhře získal jihoafricko-americký pár Raven Klaasen a Rajeev Ram. Premiérový společný titul z ženské čtyřhry si odvezl tchajwansko-švýcarský pár Čan Jung-žan a Martina Hingisová. Švýcarka s československými kořeny na Indian Wells Masters triumfovala potřetí, když předešlé tituly vyhrála v letech 1999 a 2015.

## Rozdělení bodů a finančních odměn

### Rozdělení bodů
| Soutěž       | vítězové | finalisté | semifinalisté | čtvrtfinalisté | 16 v kole | 32 v kole | 64 v kole | 96 v kole | Q  | Q2 | Q1 |
| ------------ | -------- | --------- | ------------- | -------------- | --------- | --------- | --------- | --------- | -- | -- | -- |
| dvouhra mužů | 1000     | 600       | 360           | 180            | 90        | 45        | 25        | 10        | 16 | 8  | 0  |
| čtyřhra mužů | 1000     | 600       | 360           | 180            | 90        | 0         | —         | —         | —  | —  | —  |
| dvouhra žen  | 1000     | 650       | 390           | 215            | 120       | 65        | 35        | 10        | 30 | 20 | 2  |
| čtyřhra žen  | 1000     | 650       | 390           | 215            | 120       | 10        | —         | —         | —  | —  | —  |

### Finanční odměny
| Soutěž                                | vítězové   | finalisté | semifinalisté | čtvrtfinalisté | 16 v kole | 32 v kole | 64 v kole | 96 v kole | Q2     | Q1     |
| ------------------------------------- | ---------- | --------- | ------------- | -------------- | --------- | --------- | --------- | --------- | ------ | ------ |
| dvouhra mužů                          | $1 175 505 | $573 680  | $287 515      | $146 575       | $77 265   | $41 350   | $22 325   | $13 690   | $4 075 | $2 085 |
| dvouhra žen                           | $1 175 505 | $573 680  | $287 515      | $146 575       | $77 265   | $41 350   | $22 325   | $13 690   | $4 075 | $2 085 |
| čtyřhra mužů                          | $385 170   | $187 970  | $94 220       | $48 010        | $25 320   | $13 550   | —         | —         | —      | —      |
| čtyřhra žen                           | $385 170   | $187 970  | $94 220       | $48 010        | $25 320   | $13 550   | —         | —         | —      | —      |
| částky ve čtyřhře jsou uvedeny na pár |            |           |               |                |           |           |           |           |        |        |

## Dvouhra mužů

### Nasazení
| Stát                          | Hráč                  | ATP | Nasazení |
| ----------------------------- | --------------------- | --- | -------- |
| Spojené království            | Andy Murray           | 1.  | 1.       |
| Srbsko                        | Novak Djoković        | 2.  | 2.       |
| Švýcarsko                     | Stan Wawrinka         | 3.  | 3.       |
| Japonsko                      | Kei Nišikori          | 5.  | 4.       |
| Španělsko                     | Rafael Nadal          | 6.  | 5.       |
| Chorvatsko                    | Marin Čilić           | 7.  | 6.       |
| Francie                       | Jo-Wilfried Tsonga    | 8.  | 7.       |
| Rakousko                      | Dominic Thiem         | 9.  | 8.       |
| Švýcarsko                     | Roger Federer         | 10. | 9.       |
| Francie                       | Gaël Monfils          | 11. | 10.      |
| Belgie                        | David Goffin          | 12. | 11.      |
| Bulharsko                     | Grigor Dimitrov       | 13. | 12.      |
| Česko                         | Tomáš Berdych         | 14. | 13.      |
| Francie                       | Lucas Pouille         | 15. | 14.      |
| Austrálie                     | Nick Kyrgios          | 16. | 15.      |
| Španělsko                     | Roberto Bautista Agut | 17. | 16.      |
| USA                           | Jack Sock             | 18. | 17.      |
| Německo                       | Alexander Zverev      | 20. | 18.      |
| Chorvatsko                    | Ivo Karlović          | 21. | 29.      |
| USA                           | John Isner            | 22. | 20.      |
| Španělsko                     | Pablo Carreño Busta   | 23. | 21.      |
| Španělsko                     | Albert Ramos-Viñolas  | 24. | 22.      |
| USA                           | Sam Querrey           | 26. | 23.      |
| USA                           | Steve Johnson         | 27. | 24.      |
| Lucembursko                   | Gilles Müller         | 28. | 25.      |
| Španělsko                     | Fernando Verdasco     | 29. | 26.      |
| Uruguay                       | Pablo Cuevas          | 30. | 27.      |
| Německo                       | Philipp Kohlschreiber | 31. | 28.      |
| Německo                       | Mischa Zverev         | 33. | 29.      |
| Španělsko                     | Feliciano López       | 34. | 30.      |
| Argentina                     | Juan Martín del Potro | 35. | 31.      |
| Španělsko                     | Marcel Granollers     | 36. | 32.      |
| Žebříček ATP k 6. březnu 2017 |                       |     |          |

### Jiné formy účasti
Následující hráči obdrželi divokou kartu do hlavní soutěže:
- Bjorn Fratangelo
- Taylor Fritz
- Stefan Kozlov
- Reilly Opelka
- Frances Tiafoe

Následující hráči postoupili z kvalifikace:
- Radu Albot
- Nikoloz Basilašvili
- Julien Benneteau
- Marius Copil
- Federico Gaio
- Santiago Giraldo
- Peter Gojowczyk
- Darian King
- Henri Laaksonen
- Dušan Lajović
- Vasek Pospisil
- Elias Ymer

Následující hráč postoupil z kvalifikace jako tzv. šťastný poražený:
- Jošihito Nišioka

### Odhlášení
před zahájením turnaje
- Nicolás Almagro → nahradil jej  Kevin Anderson
- Marcos Baghdatis → nahradil jej  Konstantin Kravčuk
- Steve Darcis → nahradil jej  Renzo Olivo
- David Ferrer (poranění Achillovy šlachy) → nahradil jej  Donald Young
- Richard Gasquet (apendicitida) → nahradí jej šťastný poražený
- Paul-Henri Mathieu (narození potomka) → nahradil jej  Thiago Monteiro
- Florian Mayer → nahradil jej  Guido Pella
- Milos Raonic (poranění hamstringů) → nahradil jej  Dmitrij Tursunov
- Gilles Simon → nahradil jej  Ryan Harrison

## Mužská čtyřhra

### Nasazení
| Stát                                                                                   | Hráč                  | Stát      | Hráč              | ATP | Nasazení |
| -------------------------------------------------------------------------------------- | --------------------- | --------- | ----------------- | --- | -------- |
| Francie                                                                                | Pierre-Hugues Herbert | Francie   | Nicolas Mahut     | 3.  | 1.       |
| USA                                                                                    | Bob Bryan             | USA       | Mike Bryan        | 6.  | 2.       |
| Finsko                                                                                 | Henri Kontinen        | Austrálie | John Peers        | 11. | 3.       |
| Spojené království                                                                     | Jamie Murray          | Brazílie  | Bruno Soares      | 15. | 4.       |
| Španělsko                                                                              | Feliciano López       | Španělsko | Marc López        | 23. | 5.       |
| Jižní Afrika                                                                           | Raven Klaasen         | USA       | Rajeev Ram        | 27. | 6.       |
| Chorvatsko                                                                             | Ivan Dodig            | Španělsko | Marcel Granollers | 28. | 7.       |
| Polsko                                                                                 | Łukasz Kubot          | Brazílie  | Marcelo Melo      | 30. | 8.       |
| Žebříček ATP k 6. březnu 2017; číslo je součtem žebříčkového postavení obou členů páru |                       |           |                   |     |          |

### Jiné formy účasti
Následující páry obdržely divokou kartu do hlavní soutěže:
Následující páry nastoupily z pozice náhradníka:
- Juan Martín del Potro /  Leander Paes
- Nick Kyrgios /  Nenad Zimonjić

## Ženská dvouhra

### Nasazení
| Stát                          | Hráčka                     | WTA | Nasazení |
| ----------------------------- | -------------------------- | --- | -------- |
| USA                           | Serena Williamsová         | 1.  | 1.       |
| Německo                       | Angelique Kerberová        | 2.  | 2.       |
| Česko                         | Karolína Plíšková          | 3.  | 3.       |
| Rumunsko                      | Simona Halepová            | 4.  | 4.       |
| Slovensko                     | Dominika Cibulková         | 5.  | 5.       |
| Polsko                        | Agnieszka Radwańská        | 6.  | 6.       |
| Španělsko                     | Garbiñe Muguruzaová        | 7.  | 7.       |
| Rusko                         | Světlana Kuzněcovová       | 8.  | 8.       |
| USA                           | Madison Keysová            | 9.  | 9.       |
| Ukrajina                      | Elina Svitolinová          | 10. | 10.      |
| Spojené království            | Johanna Kontaová           | 11. | 11.      |
| USA                           | Venus Williamsová          | 13. | 12.      |
| Dánsko                        | Caroline Wozniacká         | 14. | 13.      |
| Rusko                         | Jelena Vesninová           | 15. | 14.      |
| Švýcarsko                     | Timea Bacsinszká           | 16. | 15.      |
| Austrálie                     | Samantha Stosurová         | 18. | 16.      |
| Česko                         | Barbora Strýcová           | 19. | 17.      |
| Nizozemsko                    | Kiki Bertensová            | 20. | 18.      |
| Rusko                         | Anastasija Pavljučenkovová | 21. | 19.      |
| USA                           | Coco Vandewegheová         | 22. | 20.      |
| Francie                       | Caroline Garciaová         | 23. | 21.      |
| Lotyšsko                      | Anastasija Sevastovová     | 24. | 22.      |
| Španělsko                     | Carla Suárezová Navarrová  | 25. | 23.      |
| Austrálie                     | Darja Gavrilovová          | 26. | 24.      |
| Maďarsko                      | Tímea Babosová             | 27. | 25.      |
| Itálie                        | Roberta Vinciová           | 28. | 26.      |
| Kazachstán                    | Julia Putincevová          | 29. | 27.      |
| Francie                       | Kristina Mladenovicová     | 30. | 28.      |
| Rumunsko                      | Irina-Camelia Beguová      | 31. | 29.      |
| Čína                          | Čang Šuaj                  | 32. | 30.      |
| Chorvatsko                    | Ana Konjuhová              | 33. | 31.      |
| Chorvatsko                    | Mirjana Lučićová Baroniová | 34. | 32.      |
| Rusko                         | Darja Kasatkinová          | 35. | 33.      |
| Žebříček WTA k 27. únoru 2017 |                            |     |          |

### Jiné formy účasti
Následující hráčky obdržely divokou kartu do hlavní soutěže:
- Jennifer Bradyová
- Danielle Collinsová
- Irina Falconiová
- Kayla Dayová
- Nicole Gibbsová
- Bethanie Matteková-Sandsová
- Taylor Townsendová
- Donna Vekićová

Následující hráčky postoupily z kvalifikace:
- Mona Barthelová
- Mariana Duqueová Mariñová
- Anett Kontaveitová
- Varvara Lepčenková
- Magda Linetteová
- Tatjana Mariová
- Mandy Minellaová
- Risa Ozakiová
- Pcheng Šuaj
- Francesca Schiavoneová
- Sara Sorribesová Tormová
- Patricia Maria Țigová

Následující hráčka postoupila z šťastná poražená:
- Jevgenija Rodinová

#### Odhlášení
před zahájením turnaje
- Viktoria Azarenková (mateřská dovolená) → nahradila ji  Vania Kingová
- Alizé Cornetová → nahradila ji  Heather Watsonová
- Anna-Lena Friedsamová → nahradila ji  Sorana Cîrsteaová
- Karin Knappová → nahradila ji  Mirjana Lučićová Baroniová
- Petra Kvitová (poranění ruky po útoku nožem) → nahradila ji  Ajla Tomljanovićová
- Sloane Stephensová (operace nohy) → nahradila ji  Kurumi Naraová
- Serena Williamsová (poranění kolene) → nahradila ji  Jevgenija Rodinová

## Ženská čtyřhra

### Nasazení
| Stát                                                                                    | Hráčka                   | Stát       | Hráčka                | WTA | Nasazení |
| --------------------------------------------------------------------------------------- | ------------------------ | ---------- | --------------------- | --- | -------- |
| USA                                                                                     | Bethanie Mattek-Sandsová | Česko      | Lucie Šafářová        | 3.  | 1.       |
| Rusko                                                                                   | Jekatěrina Makarovová    | Rusko      | Jelena Vesninová      | 11. | 2.       |
| Francie                                                                                 | Caroline Garciaová       | Česko      | Karolína Plíšková     | 17. | 3.       |
| Indie                                                                                   | Sania Mirzaová           | Česko      | Barbora Strýcová      | 19. | 4.       |
| Česko                                                                                   | Andrea Hlaváčková        | Čína       | Pcheng Šuaj           | 22. | 5.       |
| Čínská Tchaj-pej                                                                        | Čan Jung-žan             | Švýcarsko  | Martina Hingisová     | 24. | 6.       |
| USA                                                                                     | Vania Kingová            | Kazachstán | Jaroslava Švedovová   | 35. | 7.       |
| USA                                                                                     | Abigail Spearsová        | Slovinsko  | Katarina Srebotniková | 40. | 8.       |
| Žebříček WTA k 27. únoru 2017; číslo je součtem žebříčkového postavení obou členek páru |                          |            |                       |     |          |

### Jiné formy účasti
Následující páry obdržely divokou kartu do hlavní soutěže:
- Ashleigh Bartyová /  Casey Dellacquová
- Caroline Garciaová /  Karolína Plíšková
- Shelby Rogersová /  Coco Vandewegheová

## Přehled finále

### Mužská dvouhra
- Roger Federer vs.  Stan Wawrinka, 6–4, 7–5

### Ženská dvouhra
- Jelena Vesninová vs.  Světlana Kuzněcovová, 6–7(6–8), 7–5, 6–4

### Mužská čtyřhra
- Raven Klaasen /  Rajeev Ram vs.  Łukasz Kubot /  Marcelo Melo, 6–7(1–7), 6–4, [10–8]

### Ženská čtyřhra
- Čan Jung-žan /  Martina Hingisová vs.  Lucie Hradecká /  Kateřina Siniaková, 7–6(7–4), 6–2